# Aristaea eurygramma
Aristaea eurygramma là một loài bướm đêm thuộc họ Gracillariidae. Nó được tìm thấy ở Nam Phi.
Ấu trùng ăn Lantana camara. Chúng có thể ăn lá nơi chúng làm tổ.